# Holden-Nunatakker
Die Holden-Nunatakker sind eine Gruppe aus vier Nunatakkern von bis zu 1500 m Höhe im südzentralen Teil des Palmerlands auf der Antarktischen Halbinsel. Sie ragen südlich der Journal Peaks nahe dem Kopfende des Mosby-Gletschers auf.
Der United States Geological Survey kartierte sie anhand von Luftaufnahmen der United States Navy aus den Jahren von 1966 bis 1969. Das UK Antarctic Place-Names Committee benannte sie 1978 nach Godfrey Andrew Holden (* 1948) vom British Antarctic Survey, der zwischen 1974 und 1975 an der Vermessung der Nunatakker beteiligt und von 1977 bis 1978 Leiter der Rothera-Station war.